# Thérèse Raquin
Thérèse Raquin és una obra del famós Émile Zola escrita l'any 1867, escriptor pertanyent al naturalisme. Fou publicada per primer cop a la revista literària L'Artiste. És la tercera novel·la de Zola i la primera que li va donar fama. Fou traduïda al català per primer cop el 1906 per Rafael Moragas i duta a escena per Juli Vallmitjana amb Margarida Xirgu. El 2000 Lluís Maria Todó ha fet una nova traducció.

## Argument
Una jove anomenada Thérèse, es casa amb el seu cosí, amb qui viu, al costat de la seva tia, condemnada a una existència monòtona. Poc temps després de les noces, Camille porta a la seva casa a un amic anomenat Laurent, pel qual Teresa se sent atreta, comencen una relació i això els porta a cometre un crim i, per tant, a terribles remordiments. L'obra pot dividir-se en tres parts.

### Primera part
La primera part relata els orígens de la família i se centra sobretot en el caràcter febril de Camille i en l'afany de la seva mare per allunyar-lo de les arpes de la mort. L'arribada de Thérèse a la família l'obliga a sofrir amb el seu cosí tots els turments de la seva malaltia, portant-la a dormir al costat d'ell, a passar tardes senceres en silenci per a evitar que emmalaltís, i de manera general, reduint-la a un estat d'inòpia i d'apatia enfront dels plaers de la vida. La vida en comú porta a plantejar-se a la senyora Raquin un matrimoni entre tots dos que es realitza quan Thérèse aconsegueix la majoria d'edat. La vida parisenca en parella els portarà a integrar-se en aquesta i a organitzar vetllades els dijous a la tarda en companyia de velles amistats de la campanya.

### Segona part
Una vegada coneguda certa llibertat a París, es veu resignada a la foscor d'una botiga, només acompanyada d'unes persones que es reuneixen allí periòdicament per a sopar, allí apareix Laurent, sent una sensació de passió tan forta que arrisca tot el que té, sense importar-li la possibilitat d'un descobriment, i davant el crim comès, roman impassible.

### Tercera part
Es relaten els sentiments de remordiment dels assassins després de cometre el crim, la passió dels amants es converteix en rebuig, odi i por.

## Estil
L'autor no dedica molt temps de l'obra a l'acció ni a comptar els successos, sinó més aviat a analitzar-los, fent un tractament profund dels personatges, analitzant detalladament els pensaments i emocions de cadascun. La part final és especialment emotiva i dramàtica.
Zola va ser acusat d'obscè en escriure aquesta obra, ja que mostra sense escrúpols aspectes com l'adulteri i l'assassinat.

## Adaptacions

### Cinema

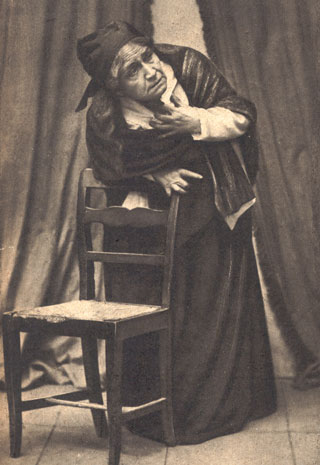
Giacinta Pezzana com a Thérèse Raquin al Théâtre des Florentins, 1879.

- Teresa Raquinde Nino Martoglio, estrenada el 1915.
- Thérèse Raquin, dirigida per Jacques Feyder, estrenada el 1928.
- Lak Yawm Ya Zalem dirigida per Salah Abou Seif el 1952. Adaptació egípcia de Naguib Mahfouz amb Faten Hamama, Mahmoud El-Meligui i Mohsen Sarhane.
- Thérèse Raquin, dirigida per Marcel Carné, amb Simone Signoret (Thérèse), Raf Vallone (Laurent) i Jacques Duby (Camille), estrenada el 1953.
- Thirst, dirigida pel coreà Park Chan-wook, inspirada directament el Thérèse Raquin, premi del jurat del Festival de Canes de 2009.
- In Secret adaptació estatunindenca de Charlie Stratton amb Jessica Lange (Madame Raquin), Elizabeth Olsen (Thérèse), Oscar Isaac (Laurent) i Tom Felton (Camille), estrenada el 2014.[5]